# Masacre de Saborsko
La masacre de Saborsko (Pokolj u Saborskom,Operacija Saborsko) fue la matanza de 29 residentes croatas de la localidad de Saborsko el 12 de noviembre de 1991, tras la toma de la aldea por el Ejército Popular Yugoslavo (Jugoslovenska Narodna Armija - JNA) y la ofensiva serbo-croata durante la Guerra de Independencia croata. La caída del pueblo ocurrió como parte de una operación de la JNA y de los serbios de Croacia para capturar una bolsa croata centrada en la localidad de Slunj, al sudeste de Karlovac. Aunque la mayor parte de la población civil huyó con las fuerzas croatas supervivientes, los que permanecieron en Saborsko fueron acorralados y asesinados o expulsados. Los cuerpos de las víctimas se recuperaron de dos fosas comunes y varias fosas individuales en 1995.
La captura de Saborsko y el asesinato y expulsión de su población civil se incluyó en las acusaciones del Tribunal Penal Internacional para la ex Yugoslavia (TPIY) de Milán Babić y Milán Martić, altos funcionarios de la región de SAO Krajina, declarada zona de secesión en tiempos de guerra por los serbios croatas. Después de la guerra, el TPIY condenó a Babić y Martić por su papel en los acontecimientos. Saborsko fue reconstruida posteriormente.

## Antecedentes

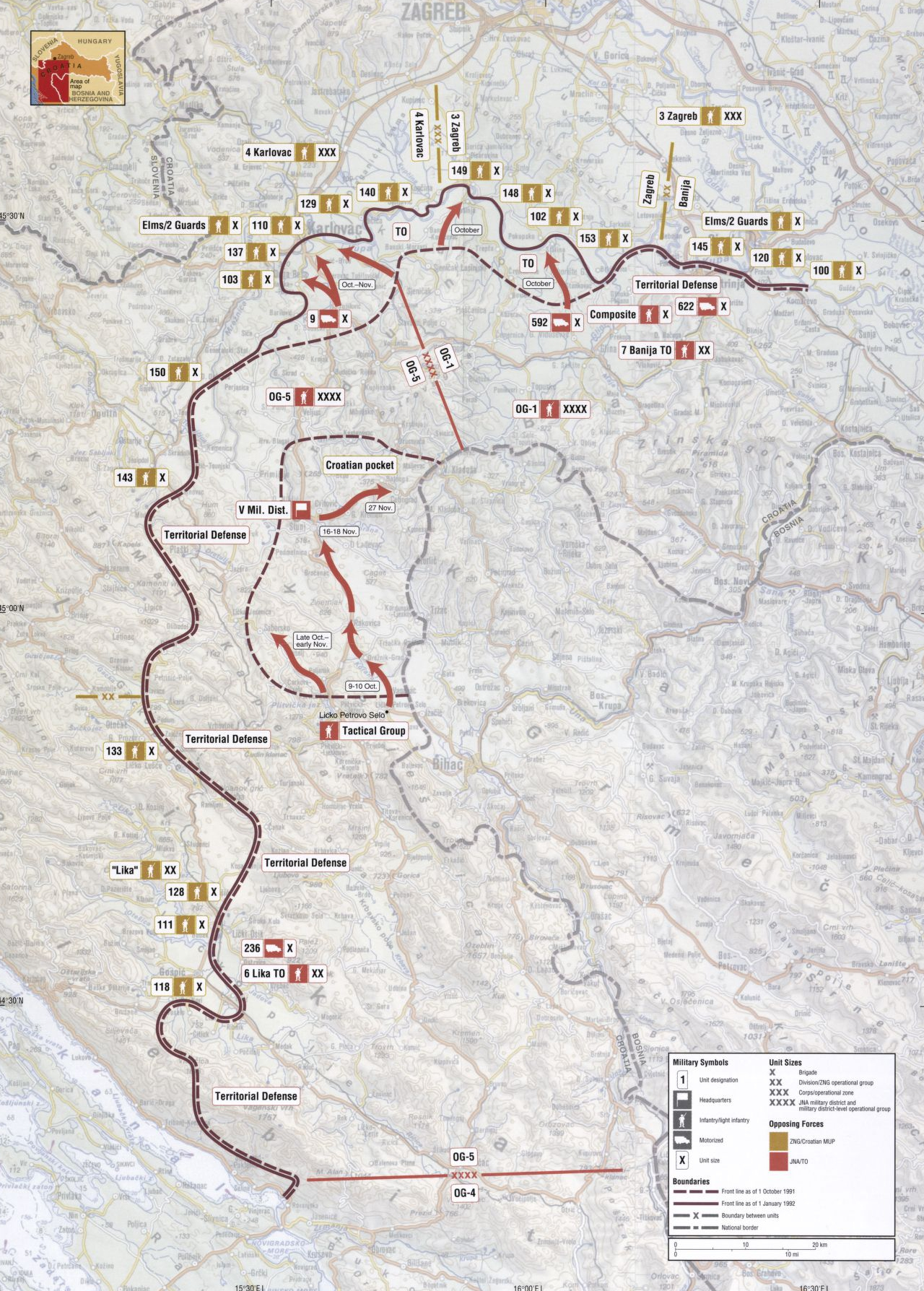
Mapa que muestra los combates en las regiones de Banovina, Kordun y Lika, octubre de 1991-enero de 1992; la bolsa de Slunj se muestra en el centro del mapa

En 1990, tras la derrota electoral del gobierno de la República Socialista de Croacia, las tensiones étnicas entre croatas y serbios empeoraron. El Ejército Popular Yugoslavo (Jugoslovenska Narodna Armija - JNA) confiscó las armas de la Defensa Territorial de Croacia (Teritorijalna obrana - TO) para minimizar la resistencia. El 17 de agosto, las tensiones se intensificaron hasta convertirse en una revuelta abierta de los serbios de Croacia, centrada en las zonas predominantemente serbias del interior de Dalmacia en torno a Knin, partes de Lika, Kordun, Banovina y el este de Croacia. A esto siguieron dos intentos infructuosos de Serbia, apoyados por Montenegro y las provincias serbias de Vojvodina y Kosovo, para obtener la aprobación de la Presidencia yugoslava de una operación de la JNA para desarmar a las fuerzas de seguridad croatas en enero de 1991.
Después de una escaramuza incruenta entre los insurgentes serbios y la policía especial croata en marzo, la propia JNA, apoyada por Serbia y sus aliados, pidió a la Presidencia Federal que le diera autoridad en tiempo de guerra y declarara el estado de emergencia. La solicitud fue denegada el 15 de marzo, y la JNA quedó bajo el control del presidente serbio Slobodan Milošević. Milošević amenazó públicamente con reemplazar a la ANJ por un ejército serbio y declaró que ya no reconocía la autoridad de la Presidencia Federal. A finales de mes, el conflicto se había convertido en la Guerra de la Independencia croata. La JNA intervino, apoyando cada vez más a los insurgentes serbo-croatas, e impidiendo la intervención de la policía croata. A principios de abril, los líderes de la revuelta serbo-croata declararon su intención de integrar el área bajo su control, conocida como SAO Krajina, con Serbia. El Gobierno de Croacia consideró esta declaración como un intento de secesión.
En mayo, el gobierno croata respondió formando la Guardia Nacional Croata (Zbor narodne garde - ZNG), pero su desarrollo se vio obstaculizado por un embargo de armas de las Naciones Unidas (ONU) decretado en septiembre. El 8 de octubre, Croacia declaró su independencia de Yugoslavia, y un mes después la ZNG fue rebautizada como el Ejército Croata (Hrvatska vojska - HV). A finales de 1991 se produjo la lucha más feroz de la guerra, ya que la campaña yugoslava en Croacia culminó con el asedio de Dubrovnik y la batalla de Vukovar.

## Preludio
La Compañía Independiente Saborsko, integrada por unos 30 efectivos, fue destacada en la localidad por la policía croata al día siguiente del incidente de los lagos de Plitvice, el 1º de abril de 1991. Las tensiones empeoraron en julio. Ese mes la JNA distribuyó 1.000 armas de fuego a las personas de etnia serbia que vivían en la región de Gorski kotar, incluyendo a Plaški. Las escaramuzas se produjeron cerca de Josipdol y Plaški. En junio-agosto, Saborsko fue blanco de la artillería y los morteros situados en el cuartel de la JNA en Lička Jasenica, y la mayor parte de su población civil huyó a principios de agosto. Sin embargo, aproximadamente 400 regresaron a sus hogares el mismo mes después de que se desplegaran de 20 a 30 efectivos de la policía especial de Duga Resa en Saborsko, junto con 15 a 20 policías regulares procedentes de Slunj como refuerzos. El 25 de septiembre, 100-200 reservistas de la policía llegaron a Saborsko desde Zagreb. Los últimos refuerzos croatas llegaron en octubre, compuestos por un número de 20 a 50 policías. En octubre, se formó una bolsa de territorio controlado por Croacia alrededor de la ciudad de Slunj, al sur de Karlovac, en el límite de las regiones de Kordun y Lika, lo que obstaculizó las comunicaciones directas entre las zonas controladas por la SAO Krajina en ambas regiones. La bolsa estaba separada del grueso del territorio controlado por el Gobierno de Croacia por la ciudad de Plaški, controlada por las autoridades de SAO Krajina, al oeste. A su vez, Plaiski era inaccesible para las autoridades centrales de la SAO Krajina ya que la ruta a Plaiski pasaba por el pueblo de Saborsko, situado dentro de la bolsa de Slunj.
A principios de octubre, la JNA y la SAO Krajina TO lanzaron una ofensiva conjunta que tenía como objetivo capturar las zonas periféricas de la bolsa de Slunj. La AEJ también planeaba transportar por vía aérea 44 camiones cargados de armas desde la Base Aérea de Željava  hasta Gorski kotar y disponer allí una brigada de combate en apoyo de la operación y extender su control hasta Gorski kotar. El transporte aéreo fue cancelado después de que la Fuerza Aérea Yugoslava se negara a seguir las órdenes. Ese mes, la JNA capturó la aldea de Lipovača, a 25 kilómetros al este de Saborsko, y la entregó a los paramilitares serbios. La mayoría de los civiles croatas huyeron, aunque al menos siete civiles fueron asesinados y la aldea fue saqueada e incendiada. Otros tres civiles croatas fueron asesinados en la cercana aldea de Vukovići. La policía croata y la ZNG, incluidas las fuerzas con base en Saborsko, lanzaron un intento fallido de capturar la base de la JNA en Lička Jasenica del 4 al 8 de noviembre, que resultó en la muerte de varios civiles serbios. Durante un ataque perpetrado el 7 de noviembre, una fuerza comandada por oficiales de la AJN e integrada por las tropas del 63.er Batallón de Paracaidistas mató a otros diez civiles croatas en una masacre en las aldeas de Poljanak y Vukovići, cerca de Saborsko, el 7 de noviembre.

## Cronología

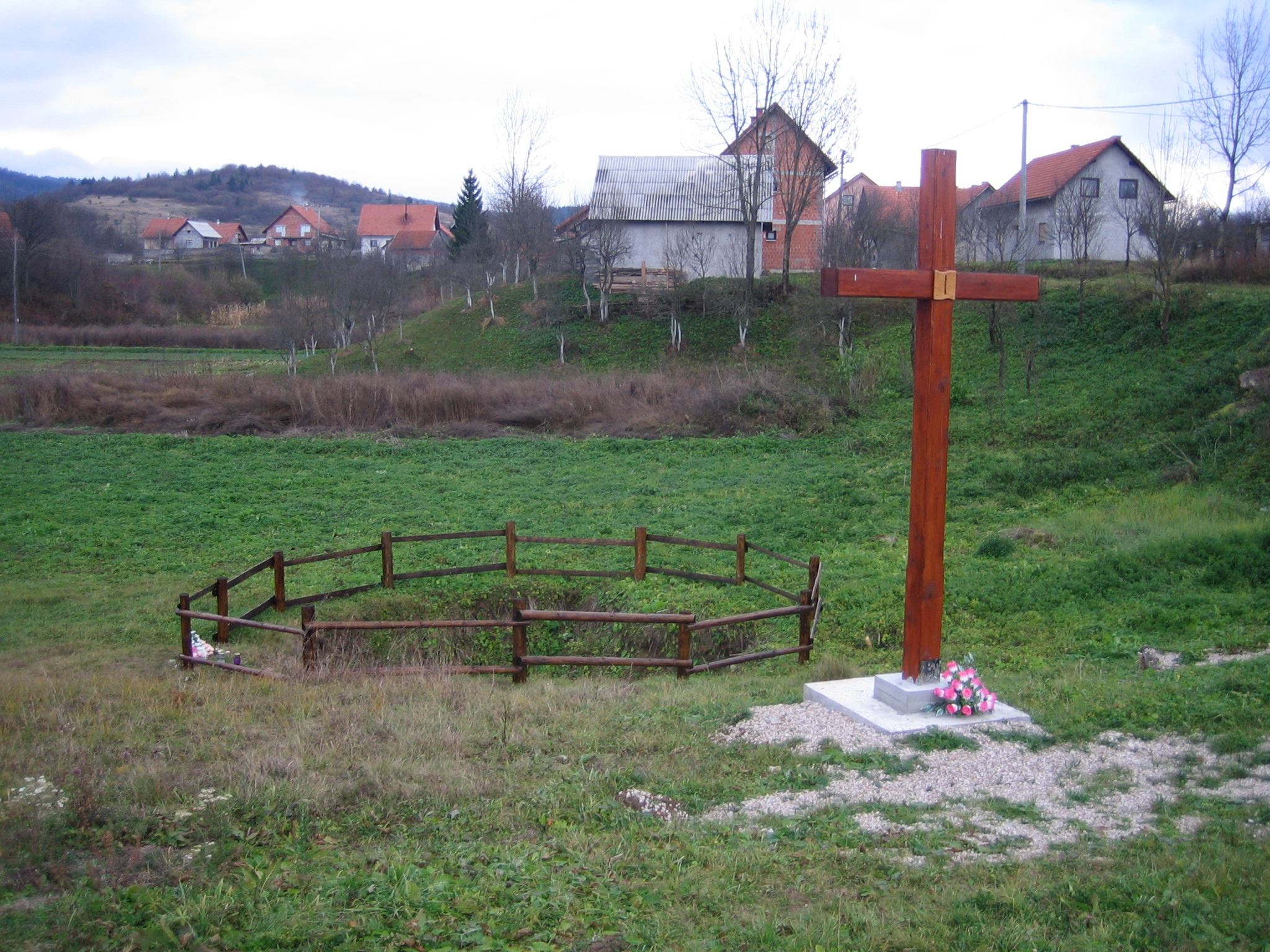
Una fosa común en Saborsko

A principios de noviembre, la JNA y la SAO Krajina TO intensificaron su ofensiva para capturar Saborsko y la bolsa de Slunj. Los ejes principales del avance irradiaron hacia el norte y el noroeste desde los lagos de Plitvice — hacia Slunj y Saborsko respectivamente. La fuerza de la JNA asignada a la ofensiva se organizó como Grupo Táctico 2 (TG-2), bajo el mando del coronel Čedomir Bulat. El TG-2, cuyo grueso consistía en un batallón motorizado reforzado separado de la 236.ª Brigada Motorizada y un batallón de obuses D-30, estaba apoyado por la 5ª Brigada Partisana, ambas subordinadas al 13º Cuerpo de la JNA, así como una unidad de policía y una brigada de SAO Krajina TO de Plaški. La fuerza atacante, apoyada por la Fuerza Aérea Yugoslava, la artillería y los tanques, se acercó a la aldea desde tres direcciones en la mañana del 12 de noviembre, mientras que la fuerza principal que avanzaba hacia Slunj llegó a Rakovica. Según fuentes de la SAO Krajina, los ataques aéreos comenzaron a las 9 de la mañana y duraron quince minutos. Fueron seguidos por un bombardeo de artillería de 30 minutos antes de que se ordenara a las fuerzas terrestres que atacaran..
Las defensas de Saborsko se rompieron por primera vez a mediodía, y la fuerza atacante llegó al centro de la aldea a las 15.30 horas. Según fuentes de SAO Krajina, la resistencia fue ligera, y se estima que la fuerza defensora constaba de sólo 150 efectivos armados. La aldea fue asegurada a las 17.00 horas con los tanques unidos a la fuerza atacante que se retiraron a las 18.00 horas. El asalto causó la muerte de 50 soldados croatas, mientras que las fuerzas atacantes sólo sufrieron cuatro heridos. Inmediatamente después de los combates para controlar Saborsko, la aldea fue saqueada y muchas casas fueron incendiadas..
Después del ataque, el grueso de la población civil y el resto de la policía y las tropas croatas huyeron por un terreno cubierto de nieve y con mal tiempo a Karlovac, Ogulin, y al cercano territorio de Bosnia y Herzegovina. Aproximadamente de 30 a 60 civiles, en su mayoría ancianos, permanecieron en Saborsko. Las tropas de la JNA y la SAO Krajina obligaron a los que se quedaron a abandonar la aldea, matando o maltratando a los civiles. Por lo menos 25 civiles fueron asesinados por las tropas inmediatamente después de la captura de Saborsko. Algunas de las víctimas recibieron disparos, mientras que otras fueron golpeadas o quemadas hasta morir.

## Consecuencias

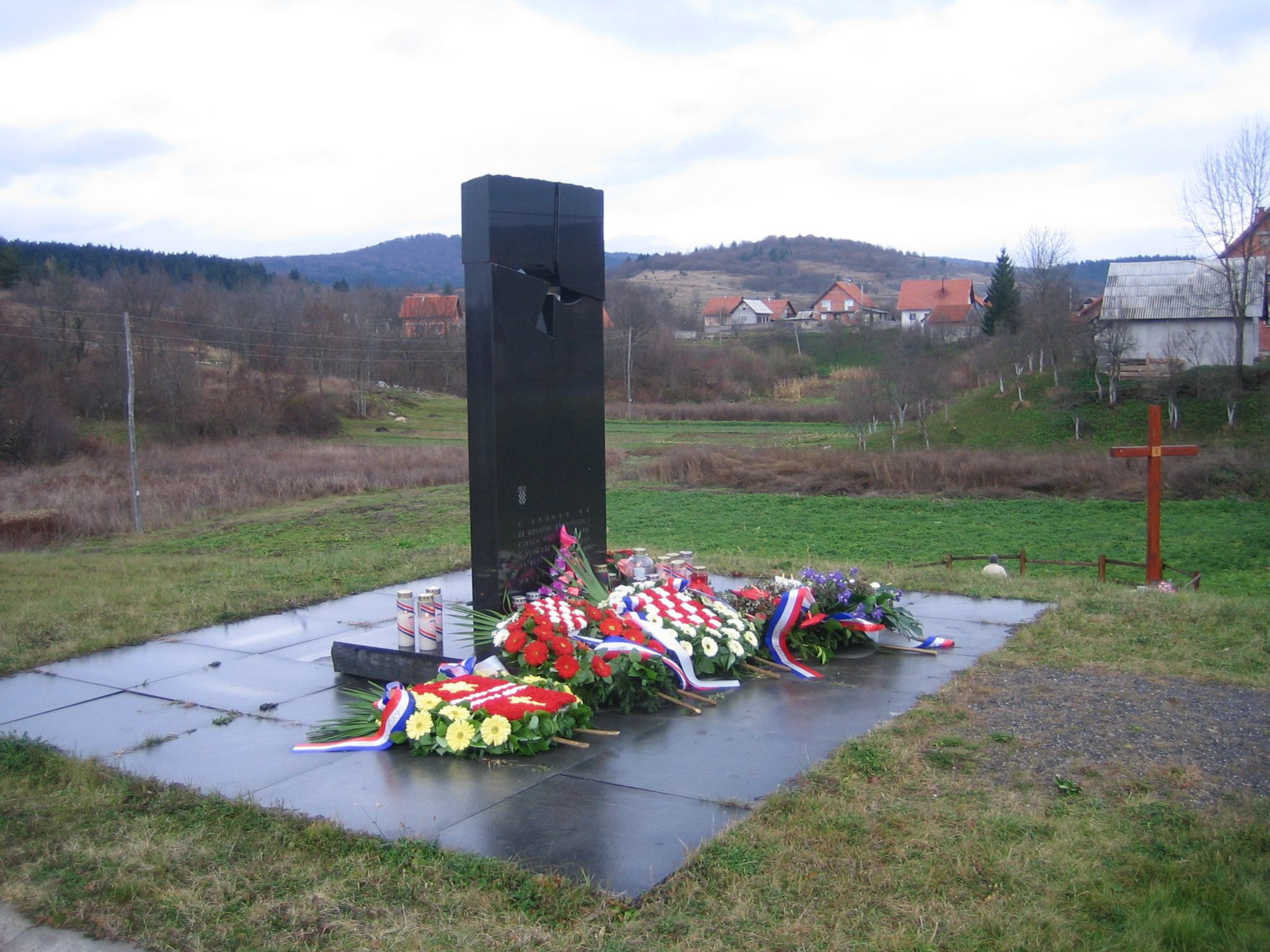
Monumento a las víctimas civiles en Saborsko

La destrucción de Saborsko continuó y ambas iglesias del pueblo fueron demolidas a mediados de diciembre. Para 1995, todo el pueblo había sido completamente destruido, excepto dos casas de propiedad serbia, que estaban muy dañadas. Tras su conquista, el pueblo fue rebautizado como Ravna Gora por las autoridades de SAO Krajina. Posteriormente, las fuerzas croatas perdieron el control de Slunj el 16 de noviembre y el resto de la bolsa cayó en manos del TG-2 cuando este capturó Cetingrado el 29 de noviembre. La Compañía Independiente de Saborsko, que defendió sin éxito a Saborsko, fue posteriormente adscrita al Batallón de la Guardia Nacional de Ogulin, que a su vez se unió con otras unidades de HV para formar el 143.er Regimiento de la Guardia Nacional..
En los dos meses siguientes a la reconquista de la zona por Croacia en 1995 durante la Operación Tormenta, se recuperaron los cadáveres de 27 víctimas en dos fosas comunes que contenían tres y catorce cuerpos respectivamente, y en diez fosas individuales. En su acusación contra Milan Babić, líder de la SAO Krajina en el momento en que se produjeron las matanzas en Saborsko, el Tribunal Penal Internacional para la ex Yugoslavia (TPIY) especificó que 29 civiles croatas fueron asesinados en Saborsko el 12 de noviembre de 1991.
Los asesinatos en la bolsa de Slunj, incluyendo los de Saborsko, fueron juzgados por el TPIY. El TPIY acusó a Babić y a Milán Martić, respectivamente los ministros de defensa e interior de la SAO Krajina, de persecución, exterminio y asesinato de civiles no serbios en la zona, así como de deportaciones y traslado forzoso de la población civil, saqueo intencionado y destrucción de propiedades.. Babić fue juzgado en el Tribunal Penal Internacional para la ex Yugoslavia en 2003-05, declarado culpable y condenado a 13 años de prisión. Martić fue juzgado en 2002-08, declarado culpable y condenado a 35 años de prisión. Su participación en los asesinatos, entre otros cargos presentados por el TPIY, fue interpretada por el tribunal como parte de una campaña de limpieza étnica de los no serbios de las zonas controladas por SAO Krajina.
Saborsko fue reconstruida después de la guerra con un total de 400 casas construidas, pero los refugiados que regresaron a la aldea eran en su mayoría ancianos debido a la falta de opciones de empleo en otros lugares. El sitio de una de las fosas comunes de Saborsko está marcado con un monumento a las víctimas. En 2009 se colocaron tres placas conmemorativas diferentes dedicadas a los policías y soldados croatas muertos en Saborsko en 1991 en diversos lugares de la aldea, pero dos fueron robadas el 11 de noviembre de 2010. Las placas conmemorativas desaparecidas fueron sustituidas en noviembre de 2011..